# Release Me
"Release Me" er en sang af det belgiske band Hooverphonic. Den vil repræsentere Belgien ved Eurovision Song Contest 2020. Sangen blev frigivet som digital download den 17. februar 2020.